# Красноармейский (Новониколаевский район)
Красноармейский — посёлок в Новониколаевском районе Волгоградской области, административный центр Красноармейского сельского поселения.
Население — 958 (2010)

## История
Основан в 1934 году как центральная усадьба совхоза «Красноармеец». С момента основания посёлок относился к Новониколаевскому району Сталинградского края), с 1936 года Сталинградской области (с 1954 по 1957 год район входил в состав Балашовской области), с 1961 года — Волгоградской области.
В годы Великой Отечественной войны все мужское население призывного возраста ушло на фронт. 173 человека не вернулось домой.
В 1990-х совхоз был реорганизован, организовано свыше 80 КФХ.

## География
Посёлок находится в степи, на востоке Новониколаевского района, в пределах Хопёрско-Бузулукской равнины, являющейся южным окончанием Окско-Донской низменности, при балке Сухой. Центр посёлка расположен на высоте около 155 метров над уровнем моря. Со всех сторон хутор окружён полями. Почвы — чернозёмы обыкновенные и южные.
Географическое положение
По автомобильным дорогам расстояние до областного центра города Волгоград составляет 330 км, до районного центра посёлка Новониколаевский — 51 км.
Климат
Климат умеренный континентальный (согласно классификации климатов Кёппена — Dfb). Многолетняя норма осадков — 483 мм. В течение города количество выпадающих атмосферных осадков распределяется относительно равномерно: наибольшее количество осадков выпадает в мае и июне — 55 мм, наименьшее в марте — 26 мм. Среднегодовая температура положительная и составляет + 6,2 °С, средняя температура самого холодного месяца января −9,8 °С, самого жаркого месяца июля +21,1 °С.
Часовой пояс
Красноармейский, как и вся Волгоградская область, находится в часовой зоне МСК (московское время). Смещение применяемого времени относительно UTC составляет +3:00.

## Население
Динамика численности населения по годам:
| 1987  |
| ----- |
| ≈1200 |

| 2010 |
| ---- |
| 958  |

## Инфраструктура
В 1990-х совхоз был реорганизован, организовано свыше 80 КФХ.  

## Транспорт
Просёлочные дороги. 